# نیو لکسینگتون (آلاباما)
نیو لکسینگتون (به انگلیسی: New Lexington) یک منطقهٔ مسکونی در ایالات متحده آمریکا است که در شهرستان تاسکالوسا، آلاباما واقع شده‌است. نیو لکسینگتون ۱۳۱٫۰۷ متر بالاتر از سطح دریا واقع شده‌است.